# العتوة البحرية
العتوة البحرية إحدى قرى مركز قطور التابع لمحافظة الغربية بجمهورية مصر العربية. 

## التاريخ
أصل القرية من توابع أميوط ثم فصلت عنها في سنة 1228 هجري، ذكرت القرية ضمن قرى مركز كفر الشيخ تعداد 1882 ثم نقلت إلى مركز قلين حتى نقلت إلى مركز قطور في عام 1950.

## السكان
بلغ عدد سكان العتوة البحرية 9,819 نسمة حسب تقدير عام 2018.
| السنة  | 1882 | 1897 | 1907 | 1927 | 1947 | 1960 | 1976 | 1986 | 1996 | 2006  | 2018 |
| ------ | ---- | ---- | ---- | ---- | ---- | ---- | ---- | ---- | ---- | ----- | ---- |
| القرية | 708  | 823  | 1725 | 2091 | 2417 | 2840 | 2748 | 5076 | 6120 | 7,229 | 9819 |